# 刘森民
刘森民（1931年—），男，陕西绥德人，中国作曲家、指挥家，一级作曲，曾任中国唱片总公司总经理，中国音乐家协会理事。